# Lipotriches aenescens
Lipotriches aenescens là một loài Hymenoptera trong họ Halictidae. Loài này được Friese mô tả khoa học năm 1912.